# Gloria al Padre
Il Gloria al Padre o dossologia minore è una preghiera della tradizione cristiana.
È una preghiera di lode, chiamata anche dossologia. Il suo contenuto afferma la professione di fede nella Trinità, cioè nel mistero di Dio Uno e Trino. Si potrebbe definire una versione verbale e completa di quello che con linguaggio non verbale e gestuale è il segno della croce.
È recitata anche come parte terminale in ogni salmo nella Liturgia delle Ore e nel Breviario e al termine di ogni decina di Ave Maria nel rosario. Nell'usus antiquior del rito romano la recita del Gloria Patri è omessa nel tempo di Passione.
Va distinta dall'inno Gloria a Dio (dossologia maggiore) che inizia con la stessa parola, ma è inserito tra i riti introduttivi dell'eucaristia.

## Testo

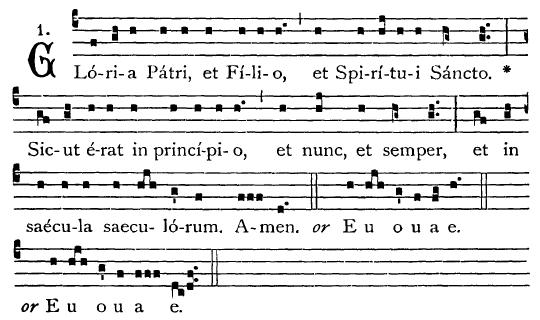
Gloria Patri nel libro di canto gregoriano con canone a due voci alternate

Gloria Patri,
et Filio,
et Spiritui Sancto.
Sicut erat in principio,
et nunc, et semper,
et in saecula saeculorum.
Amen.

## Traduzione italiana
Gloria al Padre
e al Figlio
e allo Spirito Santo.
Come era nel principio
e ora e sempre,
nei secoli dei secoli. Amen.

### Traduzione in forma coerente
Al tempo di san Basilio di Cesarea erano in vigore due testi nella sua diocesi: "Gloria al Padre con il Figlio insieme allo Spirito Santo" e "Gloria al Padre per tramite del Figlio nello Spirito Santo". Egli scrisse il trattato De Spiritu Sancto anche per mostrare la liceità di entrambe le lezioni.
In tempi più moderni, per un testo sacro in lingua antica (Bibbia, preghiere, inni, ecc.) si può avere una traduzione letterale interlineare (morfematica) che rende parola per parola e nella loro sequenza tutte le forme del testo in lingua originale. 
Tra le varie altre soluzioni che privilegiano di rendere il significato, quella di tipo forma-coerente, pur fedele alla lettera, con l'aggiunta di poche parole permette un importante miglioramento nella comprensione del testo originale.
La preghiera propriamente è rivolta a Dio, che è l'Unità delle Tre (divine) Persone: Sancta Trinitas Unus Deus. 
In secondo luogo, per ricordare che il Dio Uno non è una somma di parti (o un intero maggiore della somma delle parti), si ripete: Padre Dio, Figlio Dio, Spirito Santo Dio.
Simile invocazione ha luogo ad esempio quando il sacerdote esorcista autorizzato dal vescovo pronuncia l'Esorcismo contro Satana e gli Angeli Apostati. Il sacerdote, per aumentare la forza dell'esorcismo, traccia per tre volte il segno della croce cristiana con la mano (destra), eventualmente tenendo un crocifisso di legno (con Gesù Cristo rappresentato) e dei sacramentali come l' acqua benedetta.
Se questa preghiera esorcistica è (a detta di alcuni regolamenti) riservata ai sacerdoti, le pratica "di rinforzo" della preghiera sono invece lecite anche ai fedeli laici.
In questo modo, è evidente che ognuna delle Tre Persone è tutto Dio. Infine:
Gloria al Dio Uno e Trino:
Padre Dio
e Figlio Dio
e Spirito Santo Dio.
Come era nel principio
e ora e sempre
nei secoli dei secoli.
Amen.
Varianti
Gloria al Padre
e al Figlio
e allo Spirito Santo
al Dio che era,
che è, e che viene
nei secoli dei secoli
Amen.

### Traduzione poetica[4]
«Gloria al Padre, all’Unigenito
E allo Spirito Santo procedente,
Nume solo ed individuo,
Increata Trinità.
Qual fu data nel principio
Tal tributisi al presente,
E si dia in tutti i secoli
Dell’immensa eternità.»